# Perfektoider Körper
Ein perfektoider Körper ist ein Begriff aus der Mathematik aus dem Teilgebiet der arithmetisch algebraischen Geometrie. Es handelt sich um einen topologischen Körper im Sinne der topologischen Algebra.

## Definition
Ein perfektoider Körper {\displaystyle K} ist ein vollständiger nicht-archimedischer Körper von Restklassencharakteristik {\displaystyle p>0}, der eine nicht-diskrete Bewertung von Rang 1 trägt, sodass der Frobenius-Endomorphismus auf {\displaystyle K^{\circ }/p} surjektiv ist. Hierbei ist {\displaystyle K^{\circ }\subset K} der Teilring der potenz-beschränkten Elemente.

## Beispiele
Betrachtet man die p-adischen Zahlen {\displaystyle \mathbb {Q} _{p},} so ist die Gleichung {\displaystyle X^{(p^{n})}=p} in diesem Zahlenbereich nicht lösbar. Der Körper der p-adischen Zahlen lässt sich durch hinzufügen von Nullstellen dieser Polynome für alle {\displaystyle n} erweitern. Der so erhaltene Körper wird mit {\displaystyle \mathbb {Q} _{p}(p^{1/p^{\infty }})} bezeichnet. Seine Vervollständigung ist ein perfektoider Körper.

## Verwendung
Perfektoide Körper dienen in der algebraischen Geometrie dazu, zahlentheoretische Probleme geometrisch begreifen zu können und auf diese Art und Weise in Zukunft bisher ungelöste Probleme der Mathematik zu lösen. Eine Eigenschaft des perfektoiden Raumes ist es dabei, die gemischte Charakteristik verständlicher zu machen.
Die Theorie der perfektoiden Räume wurde von Peter Scholze entwickelt, der 2018 dafür die Fields-Medaille erhielt.
Weltweit soll es bisher (Stand Oktober 2018) nur wenige Personen geben, die das Konzept der perfektoiden Räume, zu dem auch perfektoide Körper gehören, wirklich verstanden haben.